# Small Faces (álbum de 1966)
Small Faces es el álbum debut de la banda de rock británica Small Faces, publicado en 1966. Incluye los exitosos sencillos "Whatcha Gonna Do About It" y "Sha-La-La-La-Lee". El álbum logró la ubicación No. 3 en la lista UK Album Chart.

## Lista de canciones

### Lado A
1. "Shake" (2:55)
2. "Come on Children" (4:20)
3. "You'd Better Believe It" (2:19)
4. "It's Too Late" (2:37)
5. "One Night Stand" (1:50)
6. "Whatcha Gonna Do About It" (1:59)

### Lado B
1. "Sorry She's Mine" (2:48)
2. "Own Up Time" (1:47)
3. "You Need Loving" (3:59)
4. "Don't Stop What You're Doing" (1:55)
5. "E Too D" (3:02)
6. "Sha-La-La-La-Lee" (2:56)

## Créditos
- Steve Marriott – guitarra, voz
- Ronnie Lane – bajo, voz
- Kenney Jones – batería
- Ian McLagan - teclados
- Jimmy Winston - teclados
- Kenny Lynch - coros